# Hypsochila microdice
Hypsochila microdice är en fjärilsart som först beskrevs av Blanchard 1852.  Hypsochila microdice ingår i släktet Hypsochila och familjen vitfjärilar. Inga underarter finns listade i Catalogue of Life.